# On Deadly Ground
On Deadly Ground (bra: Em Terreno Selvagem; prt: Em Terra Selvagem) é um filme estado-unidense de 1994, dos gêneros ação e aventura, dirigido por Richard Donner, coproduzido e estrelado por Steven Seagal, e coestrelado por Michael Caine, Joan Chen, John C. McGinley, R. Lee Ermey e Billy Bob Thornton. O filme arrecadou mais de US$ 38.6 milhões contra o seu orçamento de US$ 50 milhões.

## Elenco
- Steven Seagal como Forrest Taft
- Michael Caine como Michael Jennings
- Joan Chen como Masu
- John C. McGinley como MacGruder
- R. Lee Ermey como Stone
- Shari Shattuck como Liles
- Billy Bob Thornton como Homer Carlton
- Richard Hamilton como Hugh Palmer
- Chief Irvin Brink como Silook
- Apanguluk Charlie Kairaiuak como Tunrak
- Elsie Pistolhead como Takanapsaluk
- John Trudell como Johnny Redfeather
- Mike Starr como Big Mike
- Sven-Ole Thorsen como Otto
- Jules Desjarlais como Esquimó bêbado
- Irvin Kershner como Walters
- Bart, o Urso como urso